# BMW R 26

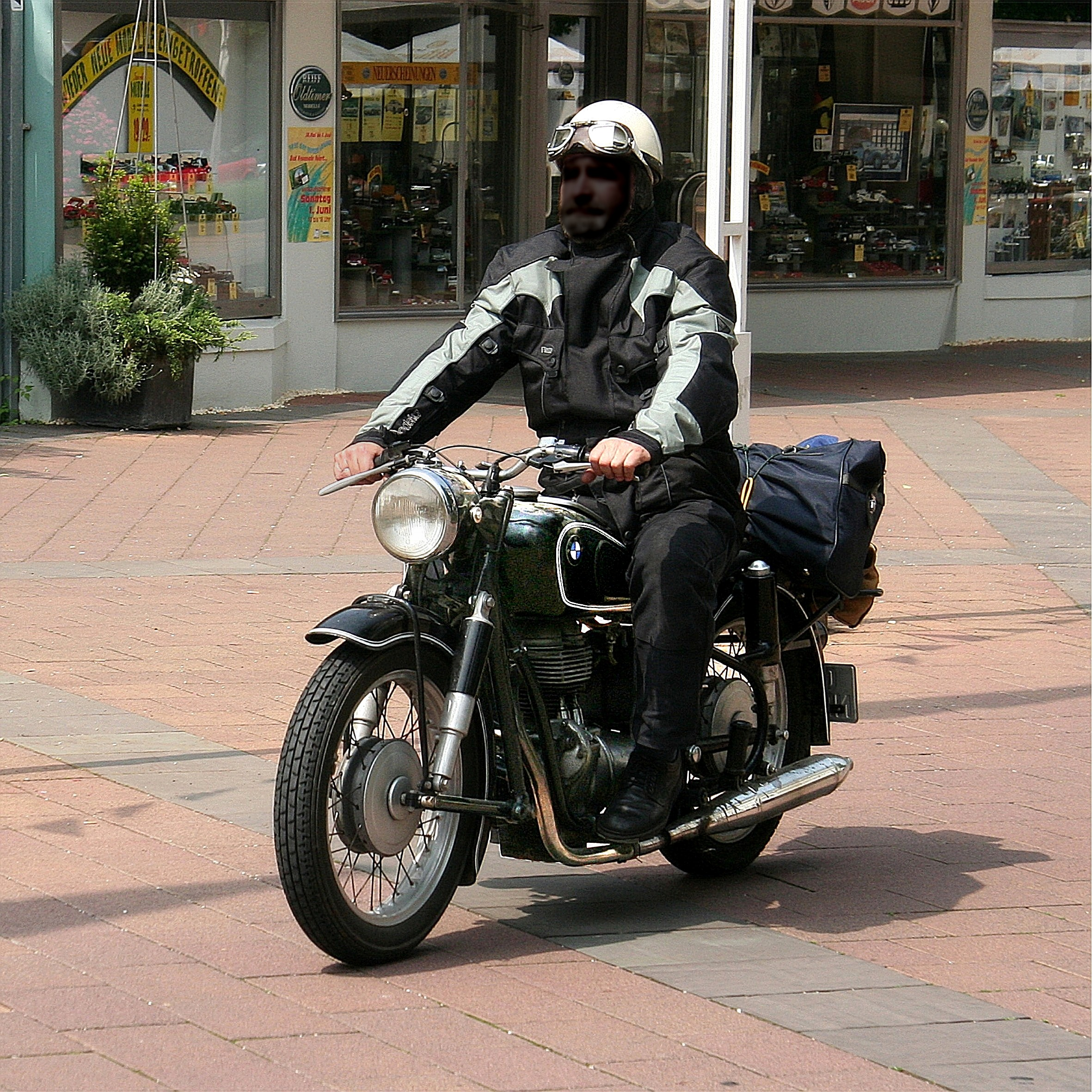
BMW R 26 im Mai 2008

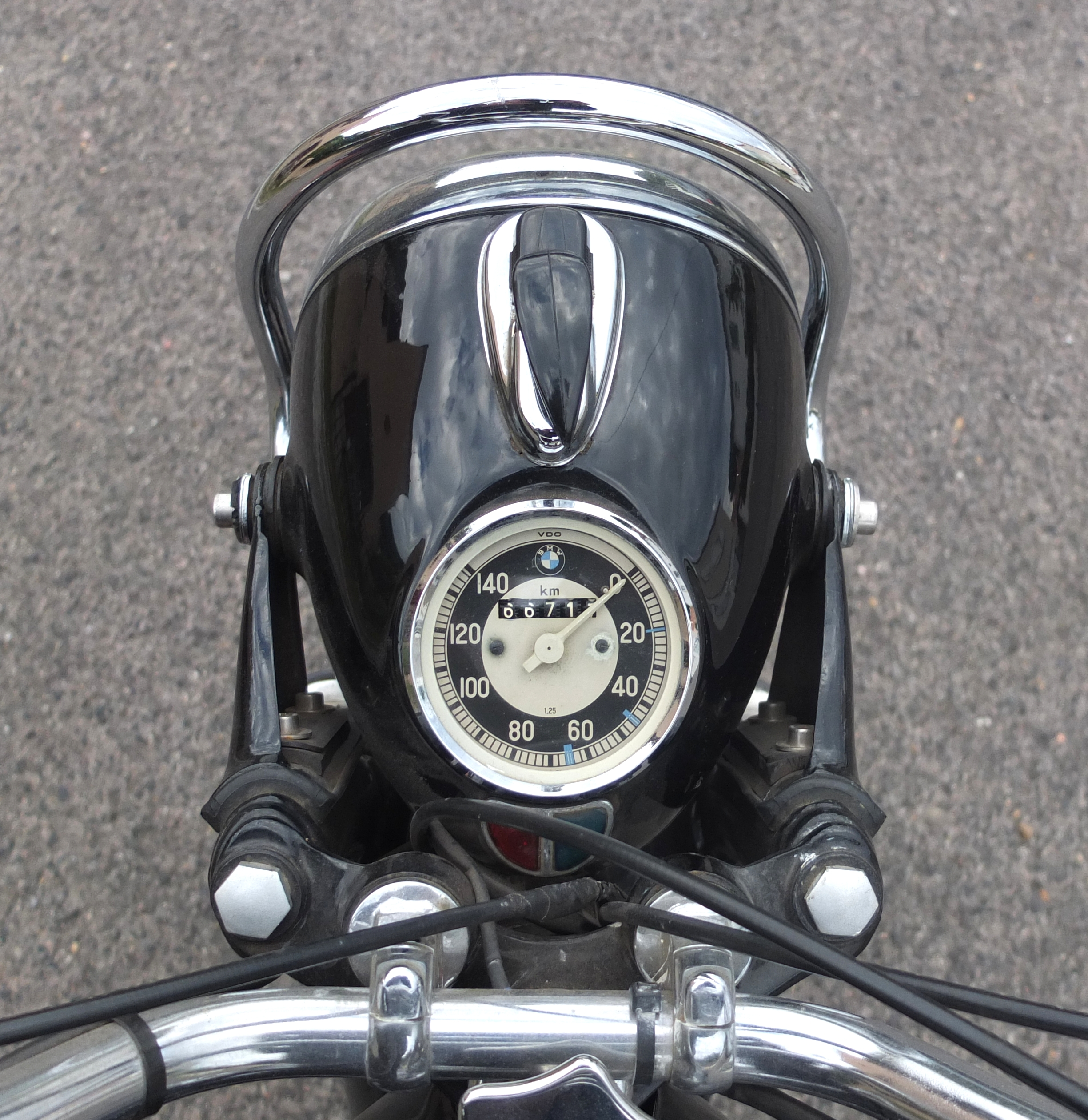
Lampe und Tacho einer R 26.

Die BMW R 26 ist ein von BMW von 1956 bis 1960 hergestelltes Einzylinder-Motorrad.

## Geschichte
Mit einer Pressemitteilung kündigte BMW am 30. Januar 1956 die Umstellung der Einzylinderbaureihe auf das Vollschwingenfahrwerk und damit die neue Baureihe R 26 an. Die Boxermodelle waren bereits 1955 mit dem neuen Fahrwerk erschienen.

### Vermarktung
Der Preis betrug bei der Markteinführung 2.150 DM, die Vorgängerin BMW R 25/3 war parallel noch im Mai 1956 für 1.795 DM in der Preisliste aufgeführt. Inmitten der Zweiradkrise konnte BMW nicht an Verkaufserfolge der BMW R25/3 anknüpfen.

### Produktionsende
Abgelöst wurde die R 26 im Jahr 1960 durch das Modell BMW R 27, wiederum mit leistungsgesteigertem Motor (18 PS (13 kW)) und einer komplett neuen elastischen Aufhängung der Motor-Getriebe-Einheit.

## Technik
Der Vorgänger der R 26 war das Modell R 25/3 mit 13 PS (9,6 kW) Nennleistung, Teleskopgabel und Geradweg-Hinterradfederung. Von ihr unterscheidet sich die ab 1956 gebaute R 26 durch einen stärkeren Motor und einen Vollschwingen-Rahmen.

## Fahrwerk
Der Rahmen ist aus Stahlrohr geschweißt und hat seitlich angebrachte Kugelköpfe für den Seitenwagenbetrieb, der eine spezielle Zahnradübersetzung des Kardanantriebes erfordert. Bei späteren R-26-Modellen (ab Fahrgestellnummer 344637) musste ein Hilfsrahmen für den Beiwagenanschluss montiert werden. Der LS 200 und der S 250 von Steib sind geeignete Seitenwagentypen. Der Nachlauf des Vorderrades kann individuell für Solo- und Gespannbetrieb angepasst werden. Die freie Bohrung an der Vorderradschwinge dient der Veränderung des Nachlaufs für den Gespannbetrieb. Die Vorspannung der Hinterradfederung lässt sich direkt an den Federbeinen ohne Werkzeug verstellen. Ein Hebel am Federbein der Hinterradschwinge ermöglicht die Anpassung der Vorspannung. 

### Motor
Der Motor ist wie beim Vorgängermodell R 25/3 ein längs eingebauter Einzylinder-Viertakt-OHV-Motor mit seitlicher Nockenwelle und außen neben dem Zylinder in verchromten Schutzrohren laufenden Stößelstangen. Diese bedienen die im Zylinderkopf befindlichen Kipphebel, die ihrerseits die hängenden Ventile betätigen. Die Kipphebel sind wie der Kolbenbolzen in Bronzebuchsen gelagert, das untere Pleuellager ist ein Rollenlager. Die Nockenwelle wird über eine im Ölbad laufende Einfachkette von der Kurbelwelle angetrieben. Die  Zahnrad-Ölpumpe wird von der Nockenwelle über einen Schneckentrieb (Untersetzung) angetrieben.
Auf dem vorderen Kurbelwellenstumpf sitzt hinter dem Stahlblech-Deckel die spritzwasserdicht gekapselte Gleichstrom-Lichtmaschine. Auf dem hinteren Kurbelwellenstumpf sitzt die schwere Schwungscheibe (mit im Schauloch einsehbarer Zündeinstellmarkierung), die die Einscheibentrockenkupplung aufnimmt. Die Kupplung wird mit Axiallager über eine Druckstange betätigt, die durch die hohle Getriebehauptwelle verläuft.
Der Vergaser ist ein Bing-Schwimmerkammervergaser mit 26 mm Durchlass-Durchmesser und konischer Nadel im Rundschieber. Der Luftfilter befindet sich auf dem rechten Seitendeckel. Es ist ein Nassluftfilter, dessen Sieb bei Verschmutzung gewaschen und mit Öl benetzt wird. Unter dem linken Seitendeckel stecken die Elektrik und die Batterie. 
Motorblock und Getriebegehäuse bestehen aus Aluminiumguss. Der Motor der BMW R 26 ist an zwei Stellen des Rahmens in Gummibuchsen gelagert. Der Auspufftopf ist elastisch gelagert, um Vibrationen vom Rahmen abzuhalten.

### Antrieb
Der Antriebsstrang hat am Getriebeausgang ein winkelbewegliches Drehmoment-Übertragungselement. Dazu ist eine elastische Vierlochscheibe aus Gummi (Hardyscheibe) am Zweifingerflansch des Getriebes aufgeschoben, die das Drehmoment der Getriebeausgangswelle auf die Zweifingeraufnahme der Kardanwelle überträgt. Eine Aluminiumkappe umschließt die Hardyscheibe. Die Kardanwelle, eigentlich eine starre Welle, zum Hinterrad läuft trocken im Stahlrohr der Hinterradschwinge, die am Ende das Winkelgetriebe mit 90° Umlenkung in einem Alugussgehäuse aufnimmt. Dadurch ist der gesamte Antriebsstrang gegen Verschmutzungen und Feuchtigkeit gekapselt. Die Zahnräder des Umlenkgetriebes laufen in einem speziellen Schwergetriebeöl für hohe Flankenpressungen (Hypoidöl).

## BMW R 26 als Behördenmotorrad
Das Modell R 26 wurde auch in der Bundeswehr in Bundeswehr-Standard-Lackierung, beim Roten Kreuz in cremefarbener Lackierung und bei den Polizei-Behörden in Polizeigrün (dem alten dunklen Polizeigrün) beschafft, zumeist zu Ausbildungszwecken. Zehntausende von Soldaten der 1960er- und 1970er-Jahre erlernten das Motorradfahren auf R 26 und R 27.
Siehe auch den übergreifenden Artikel Vollschwingen-BMW und zum Nachfolgemodell BMW R 27.
Interessant sind die Farboptionen der Maschine: schwarz, rot, blau, weiß, zum Teil sogar zweifarbig, immer mit zwei umlaufenden, verschieden dicken handlackierten, in der Regel weißen Zierlinien. Die originale Farbgebung war zumeist schwarz mit weißer Linierung, seltener weiß mit schwarzer Linierung. Rot soll optional mit schwarzer oder mit weißer Linierung verkauft worden sein.

## Technische Daten
| Kenngröße                | Daten der R 26               |
| ------------------------ | ---------------------------- |
| Bauart                   | Einzylinder mit Kardan       |
| Motor                    | Viertakter OHV               |
| Bohrung (mm)             | 68                           |
| Hub (mm)                 | 68                           |
| Hubraum (cm³)            | 247                          |
| Leistung (kW/PS)         | 15 PS (11 kW) bei 6400 min−1 |
| Verdichtungsverhältnis   | 1 : 7,5                      |
| Normverbrauch (l/100 km) | 3,3                          |
| Vmax (km/h)              | 128/mit Seitenwagen 90       |
| Radstand (mm)            | 1390/mit Seitenwagen 1415    |
| Leergewicht (kg)         | 158                          |
| Gesamtgewicht (kg)       | 325/mit Seitenwagen 480      |
| Tankinhalt (Liter)       | 15                           |